# Anna Langfus
Anna Langfus   (Lublin, 2 de gener de 1920 - Gonesse, 12 de maig de 1966) fou una escriptora en francès d'origen polonès. Premi Goncourt de l'any 1962 per la novel·la Les bagages de sable. La seva obra ha ocupat un lloc significatiu dins la "literatura de la Shoah" associada a l'Holocaust.

## Biografia
Anna Langfus (nascuda Anna Regina Szternfinkiel) va néixer el 2 de gener de 1920 a Lublin, Polònia. Filla d'un matrimoniu jueu, Moshe Szternfinkiel i Maria Wajnberg.
El 1938 es va casar amb Jakub Rajs i tots dos van anar a estudiar a l'Escola Politècnica de Verviers, a Bèlgica. De tornada a Polònia el 1939 va estudiar matemàtiques. Davant la invasió alemanya va viure amb els seus pares al ghetto de Lublin i després al de Varsòvia. Fugits del ghetto van incorporar-se a la Resistència, però van ser capturats per la Gestapo. Anna va ser torturada i empresonada a Plock i el seu marit executat. Un cop alliberada. el 1946. va anar a viure a França. on va iniciar la seva carrera literària.
Les novel·les de Langfus tracten les experiències angoixants de la guerra, la destrucció i la pèrdua després de l'Holocaust. Le Sel et le Soufre (1960) relata els anys de guerra a Polònia, la destrucció del gueto de Lublin i de la família dels protagonistes. Sense caure en el patetisme, la protagonista del relat constata els horrors de l'odi antisemita, la crueltat dels humans, la dissolució de la moral i la dignitat humana sota la por. Les bagages de sable (1962), per la qual Langfus va rebre el prestigiós Premi Goncourt, pot considerar-se una seqüela de la novel·la anterior, en què la protagonista, ja a París, defalleix mentre perd l'esperit de lluita i la voluntat de viure. Saute, Barbara (1965), l'última de les novel·les de Langfus, també se situa a França i mostra la incapacitat d'un supervivent de l'Holocaust per superar el passat i construir una nova vida.
Després de rebre el Premi Goncourt va traslladar la seva residència a Viarmes (Val-d'Oise) a la regió d'Illa de França. El gener de 1948 es va casar amb Aron Langfus, jueu d'origen txec. La seva filla, Maria, va néixer el mateix any.Va morir el 12 de maig de 1966 a l'hospital de Gonesse.

## Obres
- 1956: Les Lépreux, obra de teatre representada per Sacha Pitoëff.
- 1959: L'Homme clandestin, obra de teatre no publicada però representada per Jean Mercure
- 1960: Le Sel et le soufre,[4] Premi Charles Veillon.
- 1962: Les Bagages de sable, Premi Goncourt
- 1965: Saute, Barbara[5]